# مارك سلاتر (لاعب كرة قدم أمريكية)
مارك سلاتر (بالإنجليزية: Mark Slater)‏ هو لاعب كرة قدم أمريكية أمريكي، ولد في 1 فبراير 1955 في كروسبي في الولايات المتحدة.